# Schwanthalerhöhe
Schwanthalerhöhe, Stadtbezirk 8 Schwanthalerhöhe – 8. okręg administracyjny Monachium, w Niemczech, w kraju związkowym Bawaria. W 2013 roku okręg zamieszkiwało 29 663 mieszkańców.